# Marquinhos Alves
Marco Aurélio Pereira Alves (Machado, 20 de fevereiro de 1982), ou apenas Marquinhos Alves, é um ex-futebolista brasileiro que atuava como meia-esquerda.
Marquinhos Alves iniciou sua carreira profissional no São Paulo. Passou por diversos outros clubes, como o PSV Eindhoven, clube que defendeu por mais tempo na carreira. Chegou a ser campeão carioca em 2005 pelo Fluminense, sendo um reserva sempre atuante. Passou também pelo Atlético Mineiro, quando defendeu o alvinegro pela Série B. Dentre outros clubes, vestiu a camisa do Vasco da Gama, aonde acabou sendo rebaixado com a equipe. Após meses sem clube, acertou com o Botafogo em meados de setembro de 2009, onde não teve muitas oportunidades. Acabou transferindo para o Figueirense ao final da temporada. Em 2011 acabou se transferindo pro Anapolina.
Em dezembro acertou com o Fortaleza, onde ele jogará em 2012, após o termino do Campeonato Cearense, a diretoria rescindiu o contrato com Marquinhos. Recentemente acertou com o Figueirense, onde estreou no último dia 24 de junho, na partida contra o Bahia pela 7ª rodada do Campeonato Brasileiro.
Em 2017, Marquinho assinou seu retorno ao Boavista, clube onde defendeu em 2016.

## Títulos
PSV
- Campeonato Holandês: 2000 e 2001

Fluminense
- Campeonato Carioca: 2005
- Taça Rio: 2005

Atlético-MG
- Campeonato Brasileiro - Série B: 2006

Botafogo
- Taça Guanabara: 2009